# The Revolution
The Revolution fue la banda del cantante Prince desde inicios de 1979 hasta 1986. 
No hay una fecha concreta en el que la banda aceptara dicho nombre, aunque ya en su álbum 1999 (publicado en 1983) se podía leer. A partir de dicho álbum (sobre todo en los tres siguientes: Purple Rain, Around the World in a Day y Parade), la banda adquirió mayor protagonismo. También aparece en la película Purple Rain, en la que Prince y su banda se llaman "The Revolution".
La banda comenzó siendo una banda con componentes de diversas etnias y de ambos sexos. Estos miembros fueron cambiando a lo largo del tiempo, siendo clave la incorporación de miembros de la banda The Family en 1985, que provocaron a corto plazo el descontento en la banda y llevó a su disolución.
Prince incluyó en su álbum Lovesexy una frase que decía "Welcome to the New Power Generation" (en español «Bienvenido a la New Power Generation»), que sería su siguiente banda presentada oficialmente en su posterior álbum Diamonds and Pearls.

## Discografía

### Álbum
| Año  | Álbum                                                                                             | Posiciones | Posiciones | Posiciones | Posiciones | Posiciones | Posiciones | Posiciones | Posiciones | Posiciones | Posiciones | Certifications | Certifications | Certifications |
| Año  | Álbum                                                                                             | US         | AUS        | AUT        | CAN        | GER        | NLD        | NOR        | SWE        | SWI        | UK         | CAN            | UK             | US             |
| ---- | ------------------------------------------------------------------------------------------------- | ---------- | ---------- | ---------- | ---------- | ---------- | ---------- | ---------- | ---------- | ---------- | ---------- | -------------- | -------------- | -------------- |
| 1985 | Around the World in a Day - Lanzamiento: 22 de abril de 1985 - Discográfica: Warner Bros. Records | 1          | 12         | 7          | 16         | 10         | —          | 10         | 1          | 8          | 5          |                | Gold           | 2x Platino     |

### Bandas sonoras
| Año  | Álbum                                                                                            | Posiciones | Posiciones | Posiciones | Posiciones | Posiciones | Posiciones | Posiciones | Posiciones | Posiciones | Posiciones | Certifications | Certifications | Certifications |
| Año  | Álbum                                                                                            | US         | AUS        | AUT        | CAN        | GER        | NLD        | NOR        | SWE        | SWI        | UK         | CAN            | UK             | US             |
| ---- | ------------------------------------------------------------------------------------------------ | ---------- | ---------- | ---------- | ---------- | ---------- | ---------- | ---------- | ---------- | ---------- | ---------- | -------------- | -------------- | -------------- |
| 1984 | Purple Rain - Lanzamiento: 25 de junio de 1984 - Discográfica: Warner Bros. Records              | 1          | 1          | 8          | 1          | 5          | —          | 4          | 3          | 7          | 7          | 6x Platinum    | 2x Platinum    | 13x Platinum   |
| 1986 | Parade (álbum de Prince) - Lanzamiento: 31 de marzo de 1986 - Discográfica: Warner Bros. Records | 3          | 8          | 7          | 11         | 6          | —          | 10         | 5          | 2          | 4          |                | Platino        | Platino        |

### Sencillos
| Año  | Canción                           | Posición | Posición | Posición | Posición | Posición | Posición | Posición | Posición | Posición | Posición | Posición | Álbum                     |
| Año  | Canción                           | US       | US R&B   | US Dance | AUS      | AUT      | GER      | NLD      | NOR      | SWE      | SWI      | UK       | Álbum                     |
| ---- | --------------------------------- | -------- | -------- | -------- | -------- | -------- | -------- | -------- | -------- | -------- | -------- | -------- | ------------------------- |
| 1984 | "When Doves Cry"                  | 1        | 1        | 1        | 1        | 19       | 16       | —        | 10       | 18       | 17       | 4        | Purple Rain               |
| 1984 | "Let's Go Crazy"                  | 1        | 1        | 1        | 10       | —        | —        | —        | —        | —        | —        | 7        | Purple Rain               |
| 1984 | "Purple Rain"                     | 2        | 4        | —        | 41       | 4        | 5        | —        | 5        | 5        | 5        | 8        | Purple Rain               |
| 1984 | "I Would Die 4 U"                 | 8        | 11       | 50       | 96       | —        | —        | —        | —        | —        | —        | 58       | Purple Rain               |
| 1984 | "Take Me with U" (with Apollonia) | 25       | 40       | —        | —        | —        | —        | —        | —        | —        | —        | 7        | Purple Rain               |
| 1985 | "Paisley Park"                    | —        | —        | —        | 38       | —        | —        | —        | —        | —        | —        | 18       | Around the World in a Day |
| 1985 | "Raspberry Beret"                 | 2        | 3        | 4        | 13       | —        | 35       | —        | —        | —        | —        | 25       | Around the World in a Day |
| 1985 | "Pop Life"                        | 7        | 8        | 5        | 67       | —        | 65       | —        | —        | —        | —        | 60       | Around the World in a Day |
| 1985 | "America"                         | 46       | 35       | —        | —        | —        | —        | —        | —        | —        | —        | —        | Around the World in a Day |
| 1986 | "Kiss"                            | 1        | 1        | 1        | 2        | 8        | 4        | —        | 10       | 16       | 3        | 6        | Parade                    |
| 1986 | "Mountains"                       | 23       | 15       | 11       | 45       | —        | 32       | —        | —        | —        | —        | 45       | Parade                    |
| 1986 | "Anotherloverholenyohead"         | 63       | 18       | 21       | —        | —        | —        | —        | —        | —        | —        | 36       | Parade                    |
| 1986 | "Girls & Boys"                    | —        | —        | 21       | —        | —        | 27       | —        | —        | —        | —        | 11       | Parade                    |

### Álbumes de video
| Año  | Álbum                                                                                                | Posiciones | Posiciones | Posiciones | Posiciones | Posiciones | Posiciones | Posiciones | Posiciones | Posiciones | Posiciones | Certifications | Certifications | Certifications |
| Año  | Álbum                                                                                                | US         | AUS        | AUT        | CAN        | GER        | NLD        | NOR        | SWE        | SWI        | UK         | CAN            | UK             | US             |
| ---- | --- | ---------- | ---------- | ---------- | ---------- | ---------- | ---------- | ---------- | ---------- | ---------- | ---------- | -------------- | -------------- | -------------- |
| 1984 | Purple Rain - Lanzamiento: 14 de diciembre de 1984 - Discográfica: Warner Bros. Records              | 1          | —          | —          | —          | —          | —          | —          | —          | —          | —          |                |                |                |
| 1985 | Prince & The Revolution: Live - Lanzamiento: 6 de marzo de 1985 - Discográfica: Warner Bros. Records | 1          | —          | —          | —          | —          | —          | —          | —          | —          | —          |                |                | 2x Platinum    |